# Cottage Grove (métro de Chicago)
Pour les articles homonymes, voir Cottage Grove.
Cottage Grove (anciennement East 63rd-Cottage Grove) est le terminus sud-est de la ligne verte du métro de Chicago. La station se trouve non loin de Jackson Park et du cimetière de Oak Woods.

## Situation
Elle est située sur la 63rd Street dans le quartier de Woodlawn et a ouvert ses portes le  23 avril 1893 lorsque, sur base des plans de l’architecte Myron H. Church, la South Side Rapid Transit Company a étendu sa ligne vers Jackson Park afin de desservir l’Exposition universelle de Chicago. Cottage Grove était à l'origine l'une des cinq stations sur la Jackson Park Branch, les autres furent Stony Island (alias Jackson Park), Dorchester, University Drive (toutes les trois disparues en 1982) et South Park devenue aujourd'hui King Drive.  
La station est composée de deux entrées, une sur chaque quai sans passerelle entre les deux plates-formes.

## Description

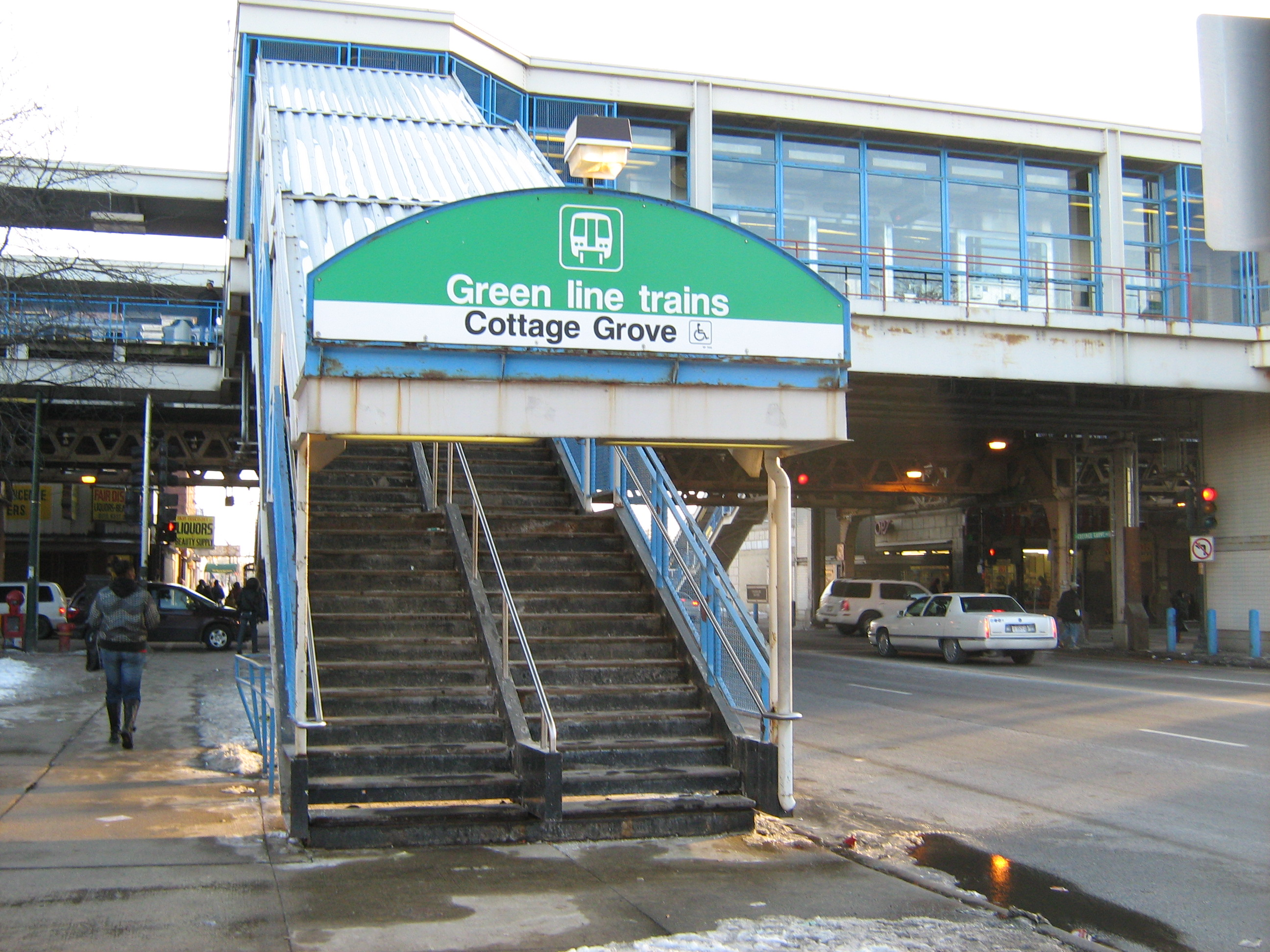
Entrée de la station.

Après la fermeture de l’Exposition universelle de Chicago, la ligne est restée et le quartier est demeuré très populaire grâce aux parcs d'attractions, au Jackson Park et sa statue ou encore l’hippodrome et les  magasins spécialisés dans la bière de 63rd Street.
Dans les années 1920, Woodlawn est devenu l'un des quartiers touristiques les plus importants de Chicago grâce au Tivoli Theatre et aux autres cabarets et dancings du quartier. 
Durant la crise d’après Seconde Guerre mondiale, le quartier de Woodlawn a vu la possibilité de s’y procurer un logement bon marché, connu une forte migration des peuples des états du sud du pays. De nombreuses entreprises ont quitté la zone qui est tombée progressivement à l’abandon tout comme la station Cottage Grove. En 1960, la population de Woodlawn  avait complètement changé puisque les logements, occupés à 89 % par des afro-américains, étaient surpeuplés et que les attractions commerciales avaient toutes quitté le quartier. 
Le métro de Chicago a perdu de son attrait dans ce quartier sud de Chicago et la Chicago Transit Authority (CTA) du interrompre le 4 mars 1982 le service sur la branche vers Jackson Park en raison des infrastructures défaillantes laissée à l’abandon depuis de nombreuses années. Le maire de l’époque Jane Byrne annonça la reconstruction de quatre ponts de la ligne et la destruction des autres voies faisant de Cottage Grove, à partir du 12 décembre 1982, le nouveau terminus de la ligne.
En 1989, la station fut fermée et remplacée par une nouvelle structure élargie et accessible aux personnes à mobilité réduite à partir du 21 janvier 1991. 
Les plans de la CTA visant à reprolonger la ligne jusqu’à l'université de Chicago (Dorchester Station) furent définitivement abandonnés lors de la rénovation complète de la ligne verte entre 1994 et 1996 par laquelle Cottage Grove ne fut pas concernée.

## Les correspondances avec lebus
Avec les bus de la Chicago Transit Authority :
- #4 Cottage Grove (Owl Service - Service de nuit)
- #X4 Cottage Grove Express
- #63 63rd St (Owl Service - Service de nuit)

## Dessertes
| Nord/Ouest                  |  |                      |  | Sud/Est |
| --------------------------- |  | -------------------- |  | ------- |
| King Drive vers Harlem/Lake |  | ligne verte terminus |  |         |
| modifier sur Wikidata       |  |                      |  |         |